# 大溪镇 (平和县)
大溪镇，是中华人民共和国福建省漳州市平和县下辖的一个乡镇级行政单位。

## 行政区划
大溪镇下辖以下地区：
鸿滨社区、店前村、大芹村、大松村、下村、溪口村、新荣村、檺林村、新光村、新农村、新红村、江寨村、赤坑村、三华村、云中村、硕卿村、庄上村、廖安村、赤安村、宜盆村、峰山村、石寨村、山布村、壶嗣村、坪塘村和大二村。

## 中国传统村落
庄上村获评第一批“中国传统村落”。庄上村有世界上最大的土楼，当地人称庄上大楼为“庄上城”，据说建于清代顺治至康熙年间，系生土夯筑的单元式与通廊式相结合的土楼。土楼平面形状呈前方后圆，南北相距220米，周长700多米，楼高9米，建筑面积9000多平方米，占地34650平方米。
大溪镇基本說客語，但東南角的壺嗣、山布吳氏，在村內說閩南語，到大溪鎮上講客家話，屬於雙語人群。壺嗣吳氏來自漳浦。
大溪镇上有三大家族：江寨江氏、庄上葉氏、店前陳氏。
江氏來自永定縣大溪（一說莒溪）。葉氏來自詔安霞葛徑口。陳氏來自閩語區漳浦沿海的杜潯。大溪镇店前朱姓，來自廣東大埔矛坪。該鎮南郊的廖安、赤安、高隱靠近詔安官陂，仍屬張廖氏的勢力範圍。西郊的赤坑姓高，也源於寧化石壁。